# Кудрина, Наталья Ивановна
Наталья Ивановна Кудрина (в девичестве — Малыш, род. 31 декабря 1956 года, Омск) — советский и российский стрелок и тренер высшей категории по стрельбе. Заслуженный тренер России (2017).

## Биография
Наталья Ивановна Малыш родилась 31 декабря 1956 года в Омске. В 1974 году она окончила среднюю школу № 64. В 1979 году окончила Омский институт железнодорожного транспорта по специальности «Автоматика и телемеханика» с квалификацией «инженер-электрик». Замужем за тренером по стрельбе Валентином Петровичем Кудриным.
Трудовую деятельность Наталья Ивановна начала в 1977 году, по специальности — в 1986 году. Много лет работает тренером-преподавателем по пулевой стрельбе в специализированной детско-юношеской спортивной школе олимпийского резерва Омска, тренером молодёжной сборной команды России по пулевой стрельбе, является членом исполкома Стрелкового Союза России.
Наиболее высоких результатов среди воспитанников Кудриной добилась Виталина Бацарашкина, ставшая золотым призёром Олимпийских игр в Токио в 2020 году и серебряным призёром Олимпийских игр 2016 года.

## Награды и звания
- Нагрудный знак «Почётный работник общего образования Российской Федерации».
- Медаль «80 лет Госкомспорту России».
- Медаль «85 лет ДОСААФ».
- Спортивный судья всероссийской категории (2016)[8].
- Почётное звание «Заслуженный тренер России» (2017)[9][10].